# صراع الجبابرة (فلم 1962)
صراع الجبابرة هو فيلم مصري عرض عام 1962، بطولة أحمد مظهر ونادية لطفي، من تأليف زهير بكير ومن إخراج زهير بكير وريمون نصور.

## قصة الفيلم
فريد شاب ثري يقع في حب الراقصة اليهودية ليليان ولكنها تسافر إلى فلسطين، فينصرف عن حبها لزميلتها جواهر التي يضايقها السباعي زوجها بطلبه الدائم للمال وبسبب طمعه يدبر السباعي كمينًا لفريد ويهرب هو وصديقه، يتهم فريد بالقتل فيهرب إلى إسرائيل وأثناء ذلك يهاجم اليهود قرية عربية فيهب لنجدتها مجموعة من الجنود المصريين، يأسر اليهود مجموعة منهم فريد ويتقابل حينها مع ليليان، يرى القائد الإسرائيلى بأن تغري ليليان فريد لمعرفة أخبارالمصريين، ولكنها لم تنجح في مهمتها فيأمر القائد بإعدامها مع الأسرى، فتدبر ليليان والأسرى الهروب، وتنشب معركة أثناء الهروب يموت فيها أربعة أشخاص وينقذهم طيار مصرى عند الحدود. يعترف بعدها فريد بالحقيقة كاملة، ويعرف أن السلطات قبضت على القاتل الحقيقي، وتصدر المحكمة حكمًا ببراءة فريد.

## طاقم التمثيل
- أحمد مظهر: (فريد)
- نادية لطفي: (ليليان)
- محمد حمدي: (حمدي)
- يوسف فخر الدين: (يوسف)
- خليل بدر الدين: (خليل)
- جواهر: (جواهر)
- إستفان روستي: (داني)
- توفيق الدقن: (سنبل)
- زين العشماوي: (زين)
- سعيد خليل: (السباعي)
- صلاح المصري
- محمد أباظة
- أديب الطرابلسي
- شكوكو الصغير: (غناء)
- ليلى مجدي: (غناء)
- عبد الرحمن المصري: (غناء)
- ميمي جمال
- سونا علم الدين
- لولا علم الدين
- إلهام شوقي
- سميرة الشامي
- قمر لولي
- صلاح عطية
- خيري القليوبي
- محسن عطية
- خضر سكيك
- سهيل كنعان
- إبراهيم كامل
- مصطفى شميس
- نصر سيف
- صالح الإسكندراني
- عبد المنعم عبد الرحمن
- بندق حسن

## فريق العمل
- إخراج: زهير بكير، ريمون نصور
- تأليف: زهير بكير
- مدير التصوير: مصطفى حسن
- مونتاج: حسين عفيفي
- إنتاج: أفلام أمية
- توزيع داخلي: أفلام الشرق الأوسط
- توزيع خارجي: فواز إخوان